# 愛之蔓
愛之蔓（學名：Ceropegia woodii）是一種蘿摩科的開花植物，主要分佈於南非、史瓦濟蘭與辛巴威。它有時候會被當作Ceropegia linearis的亞種，被記為「C. linearis subsp. woodii」。它的別名包括吊燈花、鴿蔓花、吊金錢、蠟花、木藤與心蔓等等。